# Kształtowanie Śródziemia
Kształtowanie Śródziemia: Quenta, Ambarkanta oraz Kroniki wraz z najwcześniejszym „Silmarillionem” i pierwszą mapą (ang. The Shaping of Middle-earth – The Quenta, The Ambarkanta and The Annals) – czwarta część cyklu Historia Śródziemia autorstwa Christophera Tolkiena. Podobnie jak inne tomy, zawiera opracowanie materiałów J.R.R. Tolkiena, opisujących legendarium Śródziemia.
Oryginalne wydanie pochodzi z 1986 r. Pierwsze polskie tłumaczenie opublikowano w 2024 r. Główną autorką przekładu jest Agnieszka Sylwanowicz, jednak wiersz Rogi Ylmira przełożyła Katarzyna Staniewska.

## Treść

### I Fragment prozatorskie następujące po Zaginionych opowieściach
Krótkie, niedokończone teksty, dotyczące upadku Gondolinu oraz zniszczenia Dwóch Drzew.

### II Najwcześniejszy "Silmarillion" (Szkic mitologii)
Tekst stanowiący najwcześniejszą wersję Silmarillionu.

### III Quenta
Druga wersja tekstu opublikowanego w rozdziale II, przedstawiona jako dzieło Eriola z Leithien, który zapoznał się z historią Noldolich na Tol Eressëi.

### IV Pierwsza mapa do "Silmarillionu"
Narysowana przez Tolkiena mapa Beleriandu.

### V Ambarkanta
Teksty przedstawiające kosmologię wszechświata, którego częścią jest Arda i Śródziemie.

### VI Najwcześniejsze Kroniki Valinoru
Tekst przedstawiający wydarzenia dziejące się w Valinorze - od stworzenia świata do pierwszego wschodu słońca.

### VII Najwcześniejsze Kroniki Beleriandu
Tekst przedstawiający wydarzenia dziejące się w Beleriandzie - od pierwszego wschodu słońca do końca Pierwszej Ery.